# Crambus delineatellus
Crambus delineatellus là một loài bướm đêm trong họ Crambidae.